# Association française pour l'information géographique
L'Association française pour l'information géographique, abrégée en AFIGéO ou AFIGEO, est une association loi de 1901 française de professionnels de l'information géographique. Elle a été créée en 1986 afin de développer le secteur des SIG en France.
Son président est actuellement Jean-Marie Séïté  maire de Galeria, vice-président de la Communauté de communes de Calvi-Balagne et vice-président du Parc Naturel Régional de Corse ; son secrétaire se nomme Yves Rialland.
Il est membre de droit du Conseil national de l'information géographique (CNIG).
Après avoir été longtemps hébergée dans les locaux de l'IGN rue de Grenelle, l'Afigéo a maintenant son siège dans les bâtiments de l'IGN, à Saint-Mandé (94).

## Activités
L'AFIGéO publie une lettre mensuelle à destination de ses adhérents. Elle organise également des rencontres entre professionnels dans différentes villes de France.
Elle est organisée en trois pôles : Le Pôle Entreprises-Industries  /  Le Pôle Formation-Recherche  /  Le Pôle Usages-Utilisateurs.
Elle représente la France au sein de l’organisme de coordination européenne en matière d’information géographique (EUROGI) et les Dynamiques régionales, réunions en région de géomaticiens principalement issus de collectivités territoriales.